# Академічний драматичний театр імені В. Ф. Комісаржевської
Академічний драматичний театр ім. В. Ф. Комісаржевської — драматичний театр у Санкт-Петербурзі, розташований на Італійській вулиці, будинок 19, в торговому будинку «Пасаж».
Було створено 18 жовтня 1942 року у блокадному Ленінграді як «Міський театр». З осені 1944 мав назву Ленінградським драматичним театром. 1959 року театр отримав ім'я актриси Віри Федорівни Комісаржевської.